# Donate Günther
Donate Günther (* 24. Mai 1960 in Deutschland) ist eine deutsche Psychologin und Verlegerin.

## Leben
Donate Günther verlebte Ihre Kindheit und Schulzeit in Deutschland, Frankreich und Kanada. Von 1981 bis 1987 studierte sie Sprachwissenschaften, Politik und Psychologie an der Universität Hamburg. Nach Aufenthalten in den USA und Kanada transferierte sie das amerikanische Konzept des "Change Management" auf deutsche Verhältnisse und war bis 2006 in verschiedenen Unternehmensberatungen tätig. 1998 gründete sie den Wissenschaftlichen Verlag Dokumentation & Buch. Sie ist verheiratet und hat zwei Kinder.

## Verlegerische Tätigkeit
Günther gründete 1998 den DOBU-Verlag als „Wissenschaftlicher Verlag Dokumentation & Buch“ in Hamburg und verfügt über einen Wissenschaftlichen Beirat, der zurzeit aus sieben Professoren verschiedener Nationalitäten besteht. Gleichzeitig veröffentlicht der Verlag Autoren für den englisch-, französisch-, spanisch- und italienischen Sprachraum.
Die Veröffentlichungen der Autoren wie
- Arno Herzig: Glaciographia Nova: Festschrift für Dieter Pohl, 2004
- Viola Herzig-Danielson: Winnetou in Phantásien. Interaktion von Bibliotherapie und Literaturwissenschaft am Beispiel der „Winnetou“-Trilogie von Karl May und des Romans „Die unendliche Geschichte“ von Michael Ende, 2004
- Rolf Jahncke: Kennen Sie mich etwa?, 2005
- Małgorzata Ruchniewicz mit Arno Herzig: Geschichte des Glatzer Landes, 2006
- Norbert Fischer (Historiker): „Vom Hamburger Umland zur Metropolregion – Stormarns Geschichte seit 1980“, 2008
- Rainer Nikolaysen: „Frei soll die Lehre sein und frei das Lernen.“ Zur Geschichte der Universität Hamburg., 2008
- Jürgen Sarnowsky und Burghart Schmidt (Herausgeber): Die Kontinuität der hansischen Dimension im baltischen Raum, 2008

belegen die Öffnung des Verlags zu vielen wissenschaftlichen- und kulturellen Bereichen. Zwischen 2003 und 2010 verlegte Günther eine fünfbändige Buchreihe der „Veröffentlichungen des Arbeitskreises für historische Hexen- und Kriminalgeschichte“, an denen Katrin Möller, Burghart Schmidt, Roland Füssel und Rolf Schulte entweder als Autoren oder Herausgeber beteiligt waren. Diese Buchreihe entwickelte sich zu einem Nachschlagewerk mit über 1700 Seiten.